# Peter W. Amby
Peter Wendelbo Amby (født 20. november 1982, død 14. oktober 2022) var en dansk gallerist, kunstsamler, kunstrådgiver og debattør. Amby var søn af skatteeksperten Christen Amby og lillebror til billedkunstneren og internetentreprenøren Balder Olrik.
Som gallerist drev han både galleri i eget navn, og som partner med Christina Wilson og med galleriet Last Resort, som hovedsagelig har fokus på yngre international samtidskunst.
Han var medtilrettelægger af tv-programmet Kunstrazzia på DR K, hvor kunstnere som Sergej Jensen, Tal R og Elmgreen & Dragset medvirkede.
Amby var uafhængig kurator af diverse udstillinger i ind- og udland og i sin lejlighed i København.
Han medvirkede i reklamekampagne for flyselskabet SAS i både printmedier og reklamefilm, som danmarks 9. bedst klædte,, ifølge magasinet Euroman og fra diverse danske og internationale magasiner, såsom Elle Decoration Italy, Mousse Magazine, Artsy og The Art Newspaper hvor han har vist sit hjem og kunstsamling frem eller udtalt sig om kunst. I 2010 blev han valgt til 79. mest magtfulde i den danske kunstbranche af Dagbladet Information.
Han giftede sig i 2021 med Caroline, komtesse af Rosenborg (født Gentofte 30. marts 1984), uden børn.[kilde mangler]